# 范希朝
范希朝（?—814年），字致君，蒲州虞鄉（今山西省運城市虞鄉鎮）人。唐朝將軍。元和九年過世。

## 生平

### 德宗時期
唐朝唐德宗李适為王其間任邠寧虞候幫助邠寧節度使韓遊瑰。李适出巡奉天見范希朝戰守有功，累加范希朝為寧州刺史。貞元四年（即公元788年）正月，韓遊瑰入朝進見李适，李适將奉天歸入邠寧，但韓游瑰擔心范希朝在鄉間怎有名望，打算找尋范希朝過錯而將其殺害，所以范希朝逃奔鳳翔。李适知道此事後，立刻召范希朝往京師，及安置范希朝在左神策軍中。
同年七月，韓遊瑰受代回朝，左金吾大將軍張獻甫接任途中，邠寧一眾將領擔心張獻甫嚴格，乘機作亂，縱容士兵搶掠及列名上書要求李适將范希朝升遷為節度使，接任韓遊瑰因受代而空置的職位，而得到李适准許，但范希朝認為張獻甫更為適合，李适贊同張獻甫升遷為邠寧節度使而范希朝為副，因此事范希朝得到加嘉。幾日後范希朝亦升遷為振武軍節度使及加檢校禮部尚書。
振武縣位於現今內蒙古，為唐朝時期邊境位置，党項及室韋少數民族居在振武之中，他們經常在大白天沖入城內侵擾及搜掠民居，居民心驚膽顫、無日安寧。范希朝在任後將振武地勢逐一考察，又將有危險的地方設置堡柵，更以斥候（即今偵察員，偵探，間諜）嚴守，如有少數民族犯案，必殺無赦，令當地居民得享安居。
振武少數民族當時有習俗以送奇駝名馬給新上任長官，就算是清廉官員，亦因不想令其不歡而接受，但范希朝在位期間一直不肯接受。范希朝在位振武十四年，振武一直平安無事。另外范希朝見當地很少樹木，就在其他地方運入柳樹，命令軍人栽種，短時間內令振武樹木成蔭，居民賴著樹木不肯走。
貞元六年四月，范希朝被任為單于大都護及麟、勝二州節度使。
到貞元末年，范希朝不斷上奏要求還朝。以當時節度使位高權重，范希朝竟自己要求還朝實屬少見，所以李适大為喜悅，於是召范希朝任檢校右仆射兼右金吾大將軍。

### 順宗時期
唐順宗李誦永貞年間（即公元805年），李誦重用當時翰林學士王叔文，更利用王叔文從事德宗以來的弊政改革，貶斥貪官，廢除宮市制度，停止鹽鐵進錢和地方進奉，並試圖收回宦官兵權，將兵權授予韓泰，史稱「永貞革新」。到永貞五月，王叔文自知為內外所憎，所以藉當時老將范希朝德高望重之名，委以左神策、京西諸城鎮行營節度使，主管京西、神策軍。但最後因李誦中風，喑啞不能言而改革不成。

### 憲宗時期
唐憲宗李純在位，元和元年（即公元806年）三月，神策京西行營節度使范希朝複任為右金吾大將軍。到二年四月，再命為檢校右仆射兼右金吾大將軍、檢校司空、朔方靈鹽節度使，用以革除舊有弊端及鎮守邊疆。
西突厥有一部落名為沙陀，居於北庭金滿州，英勇擅戰，冠絕各少數民族，但在貞元年間，吐蕃贊普（即吐蕃國王）攻陷北庭，將沙陀人遷徙於甘州，每有戰事均以沙陀作先頭部隊。元和三年五月，回鶻攻吐蕃並取得涼州，吐蕃認為沙陀比不上回鶻，打算遷徙至河外。沙陀亦因此畏懼，沙陀首領朱邪赤心與其子商討打算將整個部落三萬人循著烏德犍山（又稱郁督軍山，即今外蒙古三音諾顏境內杭愛山以北）向東行投靠唐。三天之後，因已驚動吐蕃贊普，吐蕃追兵趕至，吐蕃追兵與沙陀展開戰幔從洮水戰至石門關，大戰數百回合後士眾大半已死，剩下大約近萬人進入靈州後降於唐。靈鹽節度使范希朝知道此事後迎接，將其整個部落歸納及安置在鹽州，為安撫他們，幫助他們廣展畜牧。李純下詔設置陰山府及任朱邪赤心之父朱邪執宜為兵馬使。其後朱邪盡忠之弟朱邪葛勒阿波（又名曷勒河波）亦率領近七百人來投范希朝，朱邪葛勒阿波被李純下詔命為陰山府都督。之後靈州、鹽州每有征討，沙陀每次都被委派，每次都凱旋而歸，令靈州、鹽州日益強大。
到元和四年，李純曾准許范希朝奏請將六百人衣糧給沙陀用以防止太原被秋兵來犯。同年六月，范希朝在朝議時認為沙陀在靈武太接近吐蕃而且部落眾多，擔心沙陀反覆，所以李純將范希朝升遷為太原令尹、北都留守、河東節度使。范希朝從沙陀揀選一千二百人，號稱沙陀軍，並歸入自己軍隊之中，剩餘的安置在湘川。朱邪執宜負責保衛神武川之新城黃花堆。
元和五年四月，范希朝與張茂昭於木刀溝大破回紇首領承宗。
但後來范希朝年紀老邁及出師鎮州無功而被除去左龍武統軍職務，以太子太保之名退休。元和九年十一月去世，被功勛為太子太師。